# ویری (استونی)
ویری (به لاتین: Viiri) یک منطقهٔ مسکونی در استونی است که در دهستان اماسته واقع شده‌است. ویری ۲۵ نفر جمعیت دارد.